# Diocesi di Paranaguá
La diocesi di Paranaguá (in latino Dioecesis Paranaguensis) è una sede della Chiesa cattolica in Brasile suffraganea dell'arcidiocesi di Curitiba. Nel 2023 contava 419.000 battezzati su 543.000 abitanti. La sede è vacante, in attesa che il vescovo eletto Paulo Alves Romão ne prenda possesso.

## Territorio
La diocesi comprende 13 comuni dello stato brasiliano del Paraná: Adrianópolis, Antonina, Bocaiúva do Sul, Campina Grande do Sul, Cerro Azul, Doutor Ulysses, Guaraqueçaba, Guaratuba, Matinhos, Morretes, Paranaguá, Pontal do Paraná, Tunas do Paraná.
Sede vescovile è la città di Paranaguá, dove si trova la cattedrale di Nostra Signora del Rosario.
Il territorio si estende su una superficie di 11.537 km² ed è suddiviso in 20 parrocchie.

## Storia
La diocesi è stata eretta il 21 luglio 1962 con la bolla Ecclesia Sancta di papa Giovanni XXIII, ricavandone il territorio dall'arcidiocesi di Curitiba.

## Cronotassi dei vescovi
Si omettono i periodi di sede vacante non superiori ai 2 anni o non storicamente accertati.
- Bernardo José Nolker, C.SS.R. † (7 gennaio 1963 - 15 marzo 1989 ritirato)
- Alfredo Ernest Novak, C.SS.R. † (15 marzo 1989 - 2 agosto 2006 ritirato)
- João Alves Dos Santos, O.F.M.Cap. † (2 agosto 2006 - 9 aprile 2015 deceduto)
- Edmar Peron (25 novembre 2015 - 20 maggio 2025 dimesso)
  - Bruno Elizeu Versari[1], dal 20 maggio 2025 (amministratore apostolico)
- Paulo Alves Romão, dal 20 agosto 2025

## Statistiche
La diocesi nel 2023 su una popolazione di 543.000 persone contava 419.000 battezzati, corrispondenti al 77,2% del totale.
| anno | popolazione | popolazione | popolazione | presbiteri | presbiteri | presbiteri | presbiteri                | diaconi | religiosi | religiosi | parrocchie |
| anno | battezzati  | totale      | %           | numero     | secolari   | regolari   | battezzati per presbitero | diaconi | uomini    | donne     | parrocchie |
| ---- | ----------- | ----------- | ----------- | ---------- | ---------- | ---------- | ------------------------- | ------- | --------- | --------- | ---------- |
| 1966 | 150.000     | 170.000     | 88,2        | 20         | 2          | 18         | 7.500                     |         | 18        | 62        | 9          |
| 1970 | 148.510     | 170.361     | 87,2        | 27         | 2          | 25         | 5.500                     |         | 25        | 57        | 11         |
| 1976 | 179.100     | 199.000     | 90,0        | 28         | 1          | 27         | 6.396                     |         | 30        | 47        | 12         |
| 1980 | 179.100     | 214.000     | 83,7        | 20         | 2          | 18         | 8.955                     |         | 18        | 45        | 12         |
| 1987 | 180.941     | 248.504     | 72,8        | 22         | 3          | 19         | 8.224                     |         | 19        | 44        | 12         |
| 1998 | 258.750     | 345.000     | 75,0        | 20         | 10         | 10         | 12.937                    |         | 11        | 36        | 13         |
| 1999 | 258.750     | 345.000     | 75,0        | 20         | 10         | 10         | 12.937                    |         | 11        | 36        | 13         |
| 2001 | 250.159     | 312.699     | 80,0        | 21         | 10         | 11         | 11.912                    |         | 14        | 41        | 13         |
| 2002 | 304.507     | 327.628     | 92,9        | 21         | 11         | 10         | 14.500                    |         | 11        | 43        | 13         |
| 2003 | 308.612     | 335.689     | 91,9        | 22         | 12         | 10         | 14.027                    |         | 11        | 43        | 13         |
| 2004 | 263.830     | 386.041     | 68,3        | 24         | 12         | 12         | 10.992                    |         | 12        | 46        | 14         |
| 2013 | 388.000     | 503.000     | 77,1        | 35         | 23         | 12         | 11.085                    |         | 13        | 33        | 19         |
| 2016 | 394.000     | 511.000     | 77,1        | 38         | 27         | 11         | 10.368                    | 2       | 13        | 33        | 20         |
| 2019 | 406.800     | 527.700     | 77,1        | 37         | 26         | 11         | 10.994                    | 2       | 13        | 33        | 20         |
| 2021 | 412.870     | 536.000     | 77,0        | 37         | 26         | 11         | 11.158                    | 2       | 13        | 33        | 20         |
| 2023 | 419.000     | 543.000     | 77,2        | 37         | 26         | 11         | 11.324                    | 2       | 13        | 33        | 20         |